# Damenbundesliga 2024 (Football)
Die Damenbundesliga (DBL) 2024 war die 33. Saison in der höchsten Spielklasse des American Football in Deutschland für Frauen.
Die Saison begann am 18. Mai 2024 und endete am 6. Oktober 2024 mit dem Ladiesbowl XXXI. Bei diesem gewannen mit 14:7 die Schwäbisch Hall Unicorns Women ihren ersten Meisterschaftstitel gegen die Stuttgart Scorpions Sisters.

## Modus
In der Saison 2024 treten sieben Teams gegeneinander an, die, anders als in den Vorjahren, in nur einer gemeinsamen Gruppe spielen. Es wird ein doppeltes Rundenturnier ausgespielt, wobei jedes Team einmal das Heimrecht genießt. Nach jeder Partie erhält die siegreiche Mannschaft zwei und die besiegte null Punkte. Bei einem Unentschieden erhält jede Mannschaft einen Punkt. Die Punkte des Gegners werden als Minuspunkte gerechnet. Nach Beendigung des Rundenturniers wird eine Rangliste ermittelt, bei der zunächst die Anzahl der erzielten Punkte für die Platzierung entscheidend ist. Bei Punktgleichheit entscheidet der direkte Vergleich.
Nach der regulären Saison spielten die besten zwei Mannschaften im Ladiesbowl XXXI um die deutsche Meisterschaft.

## Teams
In der DBL nahmen 2024 folgende Teams am Ligabetrieb teil:
- Berlin Kobra Ladies
- Erlangen Rebels
- Hamburg Amazons
- Munich Cowboys Ladies
- Saarland LadyCanes
- Schwäbisch Hall Unicorns Women (Aufsteiger)
- Stuttgart Scorpions Sisters

## Reguläre Saison
Nachdem die Kiel Baltic Hurricanes Ladies in die DBL2 ab- und die Schwäbisch Hall Unicorns Women aufgestiegen sind, sind wie in der Vorsaison sieben Teams in der Liga vertreten.
Die reguläre Saison begann am 18. Mai 2024 und endet am 15. September 2024.
Aufgrund des durch eine extreme Unwetterlage hervorgerufenen Ausnahmezustands im Saarland wurde das Spiel der Saarland LadyCanes und Schwäbisch Hall Unicorns Women in Woche 1 auf den 21. Juli verschoben.
Ebenfalls wetterbedingt wurde das Spiel der Erlangen Rebels gegen die Saarland LadyCanes in Woche 2 auf den 21. September verschoben.
Nach dem siebten Spieltag zogen sich die Saarland LadyCanes vom Spielbetrieb zurück. Alle ihre Spiele wurden daraufhin mit 36:0 gegen sie gewertet.

### Spiele
| Woche 1      | Woche 1                                | Woche 1    | Woche 1                     |
| Datum        | Heim                                   | Erg.       | Auswärts                    |
| ------------ | -------------------------------------- | ---------- | --------------------------- |
| 18. Mai 2024 | Hamburg Amazons                        | 00:32      | Berlin Kobra Ladies         |
| 18. Mai 2024 | Erlangen Rebels                        | 32:24      | Munich Cowboys Ladies       |
| 19. Mai 2024 | Saarland LadyCanes                     | verschoben | Schwäbisch Hall Unicorns W. |
|              | Spielfrei: Stuttgart Scorpions Sisters |            |                             |

| Woche 2      | Woche 2                                                                                       | Woche 2    | Woche 2            |
| Datum        | Heim                                                                                          | Erg.       | Auswärts           |
| ------------ | --------------------------------------------------------------------------------------------- | ---------- | ------------------ |
| 1. Juni 2024 | Berlin Kobra Ladies                                                                           | 06:22      | Hamburg Amazons    |
| 1. Juni 2024 | Erlangen Rebels                                                                               | verschoben | Saarland LadyCanes |
|              | Spielfrei: Munich Cowboys Ladies, Schwäbisch Hall Unicorns Women, Stuttgart Scorpions Sisters |            |                    |

| Woche 3      | Woche 3                                                                          | Woche 3 | Woche 3                     |
| Datum        | Heim                                                                             | Erg.    | Auswärts                    |
| ------------ | -------------------------------------------------------------------------------- | ------- | --------------------------- |
| 9. Juni 2024 | Schwäbisch Hall Unicorns W.                                                      | 27:00   | Hamburg Amazons             |
| 9. Juni 2024 | Saarland LadyCanes                                                               | 0*0:36* | Stuttgart Scorpions Sisters |
|              | Spielfrei: Berlin Kobra Ladies, Erlangen Rebels, Munich Cowboys Ladies * Wertung |         |                             |

| Woche 4       | Woche 4                                                                     | Woche 4 | Woche 4                     |
| Datum         | Heim                                                                        | Erg.    | Auswärts                    |
| ------------- | --------------------------------------------------------------------------- | ------- | --------------------------- |
| 15. Juni 2024 | Berlin Kobra Ladies                                                         | 12:18   | Schwäbisch Hall Unicorns W. |
| 15. Juni 2024 | Munich Cowboys Ladies                                                       | 8:6     | Erlangen Rebels             |
|               | Spielfrei: Hamburg Amazons, Saarland LadyCanes, Stuttgart Scorpions Sisters |         |                             |

| Woche 5       | Woche 5 | Woche 5 | Woche 5               |
| Datum         | Heim | Erg.    | Auswärts              |
| ------------- | --- | ------- | --------------------- |
| 29. Juni 2024 | Stuttgart Scorpions Sisters                                                                                          | 14:00   | Munich Cowboys Ladies |
|               | Spielfrei: Berlin Kobra Ladies, Erlangen Rebels, Hamburg Amazons, Saarland LadyCanes, Schwäbisch Hall Unicorns Women |         |                       |

| Woche 6      | Woche 6                       | Woche 6 | Woche 6                     |
| Datum        | Heim                          | Erg.    | Auswärts                    |
| ------------ | ----------------------------- | ------- | --------------------------- |
| 6. Juli 2024 | Berlin Kobra Ladies           | 34:60   | Erlangen Rebels             |
| 7. Juli 2024 | Hamburg Amazons               | 07:16   | Stuttgart Scorpions Sisters |
| 7. Juli 2024 | Schwäbisch Hall Unicorns W.   | 21:60   | Munich Cowboys Ladies       |
|              | Spielfrei: Saarland LadyCanes |         |                             |

| Woche 7       | Woche 7                             | Woche 7 | Woche 7                     |
| Datum         | Heim                                | Erg.    | Auswärts                    |
| ------------- | ----------------------------------- | ------- | --------------------------- |
| 21. Juli 2024 | Saarland LadyCanes                  | 0*0:36* | Schwäbisch Hall Unicorns W. |
|               | Nachholtermin für Woche 1 * Wertung |         |                             |

| Woche 8        | Woche 8 | Woche 8 | Woche 8            |
| Datum          | Heim | Erg.    | Auswärts           |
| -------------- | --- | ------- | ------------------ |
| 3. August 2024 | Munich Cowboys Ladies | 36:0*   | Saarland LadyCanes |
|                | Spielfrei: Berlin Kobra Ladies, Erlangen Rebels, Hamburg Amazons, Schwäbisch Hall Unicorns Women, Stuttgart Scorpions Sisters * Wertung |         |                    |

| Woche 9         | Woche 9 | Woche 9 | Woche 9                     |
| Datum           | Heim | Erg.    | Auswärts                    |
| --------------- | --- | ------- | --------------------------- |
| 11. August 2024 | Stuttgart Scorpions Sisters                                                                                 | 13:14   | Schwäbisch Hall Unicorns W. |
|                 | Spielfrei: Berlin Kobra Ladies, Erlangen Rebels, Hamburg Amazons, Munich Cowboys Ladies, Saarland LadyCanes |         |                             |

| Woche 10        | Woche 10                                   | Woche 10 | Woche 10            |
| Datum           | Heim                                       | Erg.     | Auswärts            |
| --------------- | ------------------------------------------ | -------- | ------------------- |
| 24. August 2024 | Hamburg Amazons                            | 36:0*    | Saarland LadyCanes  |
| 24. August 2024 | Stuttgart Scorpions Sisters                | 34:12    | Berlin Kobra Ladies |
| 25. August 2024 | Schwäbisch Hall Unicorns W.                | 49:70    | Erlangen Rebels     |
|                 | Spielfrei: Munich Cowboys Ladies * Wertung |          |                     |

| Woche 11          | Woche 11 | Woche 11 | Woche 11            |
| Datum             | Heim | Erg.     | Auswärts            |
| ----------------- | --- | -------- | ------------------- |
| 8. September 2024 | Munich Cowboys Ladies | 06:44    | Berlin Kobra Ladies |
|                   | Spielfrei: Erlangen Rebels, Hamburg Amazons, Saarland LadyCanes, Schwäbisch Hall Unicorns Women, Stuttgart Scorpions Sisters |          |                     |

| Woche 12           | Woche 12                                                                                        | Woche 12 | Woche 12                    |
| Datum              | Heim                                                                                            | Erg.     | Auswärts                    |
| ------------------ | ----------------------------------------------------------------------------------------------- | -------- | --------------------------- |
| 14. September 2024 | Erlangen Rebels                                                                                 | 00:36    | Stuttgart Scorpions Sisters |
| 15. September 2024 | Saarland LadyCanes                                                                              | 0*0:36*  | Hamburg Amazons             |
|                    | Spielfrei: Berlin Kobra Ladies, Munich Cowboys Ladies, Schwäbisch Hall Unicorns Women * Wertung |          |                             |

| Woche 13           | Woche 13                            | Woche 13 | Woche 13           |
| Datum              | Heim                                | Erg.     | Auswärts           |
| ------------------ | ----------------------------------- | -------- | ------------------ |
| 21. September 2024 | Erlangen Rebels                     | 36:0*    | Saarland LadyCanes |
|                    | Nachholtermin für Woche 2 * Wertung |          |                    |

### Tabelle
| #  | Team                        | Sp | S | U | N | Punkte | SQ    | TD      | Diff. |
| -- | --------------------------- | -- | - | - | - | ------ | ----- | ------- | ----- |
| 1. | Schwäbisch Hall Unicorns W. | 6  | 6 | 0 | 0 | 12:00  | 1,000 | 165:380 | +127  |
| 2. | Stuttgart Scorpions Sisters | 6  | 5 | 0 | 1 | 10:20  | 0,833 | 149:330 | +116  |
| 3. | Berlin Kobra Ladies         | 6  | 3 | 0 | 3 | 6:6    | 0,500 | 140:860 | 0+54  |
| 4. | Hamburg Amazons             | 6  | 3 | 0 | 3 | 6:6    | 0,500 | 101:810 | 0+20  |
| 5. | Erlangen Rebels             | 6  | 2 | 0 | 4 | 4:8    | 0,333 | 087:151 | 0−64  |
| 6. | Munich Cowboys Ladies       | 6  | 2 | 0 | 4 | 4:8    | 0,333 | 180:117 | 0−37  |
| 7. | Saarland LadyCanes          | 6  | 0 | 0 | 6 | 00:12  | 0,000 | 100:216 | −216  |

Erläuterungen: Qualifikation für Ladiesbowl
- Tie-Break: Berlin vor Hamburg aufgrund direktem Vergleich (38:22), Erlangen vor München aufgrund direktem Vergleich (38:32)

## Ladiesbowl
|                 |                                           |  | Ladiesbowl XXXI          |                          |                             |  |                  |
|                 | Schwäbisch Hall 6. Oktober 2024 15:00 Uhr |  | Schwabisch Hall Unicorns | \| \| 14 : 7 \| \| \| \| | Stuttgart Scorpions Sisters |  | Optima Sportpark |
| (0:0, 7:0, 0:7) | Schwäbisch Hall 6. Oktober 2024 15:00 Uhr |  | Schwabisch Hall Unicorns |                          | Stuttgart Scorpions Sisters |  | Optima Sportpark |
|                 | 14 : 7                                    |  |                          |                          |                             |  |                  |
|                 |                                           |  |                          |                          |                             |  |                  |